# Ludwig Foohs
Ludwig Foohs (* 9. Mai 1854 in Göllheim; † 7. Juni 1925 in Speyer) war ein deutscher Rentamtmann aus Dahn, der sich vor allem für den Bau der 1911 eröffneten Wieslauterbahn einsetzte. Aus diesem Grund wurde er zum Ehrenbürger von Dahn ernannt.

## Leben
Ab 1883 war Foohs Leiter des Rentamtes in Dahn. In den 1890er Jahren lebten  die in den 1870er Jahren erlahmten Bestrebungen, eine Bahnstrecke durch den pfälzischen Teil des Wasgaus über Dahn zu errichten, wieder auf. Foohs wurde Mitglied im entsprechenden Eisenbahn-Komitee. Zuständig war er dort in erster Linie für den Schriftverkehr. Unmittelbar nach seiner Gründung nahm er Kontakt mit der Direktion der Pfälzischen Eisenbahnen auf. Da eine Streckenführung in Ost-West-Richtung keine realistische Erfolgsaussichten besaß, verfocht Foohs den Bau einer Nebenbahn. Da in der Region jedoch Teile der Bevölkerung gegen einen Bahnanschluss waren, war Foohs bestrebt, in Veranstaltungen die Vorteile dieses Verkehrsmittels zu vermitteln. Es gelang ihm, schließlich die Bürgermeister zu überzeugen. Die Pfarrer aus Dahn und Niederschlettenbach unterstützten ihn ebenfalls.
Ab dem 26. November 1899 war er zweiter Vorsitzender des Komitees. Im selben zeitlichen Umfeld hatte er eine Eingabe verfasst, die kurze Zeit später den bayerischen Ministerien vorlagen. Foohs schaffte es Jakob von Lavale, den Direktor der Pfälzischen Eisenbahnen, in Bezug auf das Eisenbahnprojekt zu überzeugen, nachdem bereits die Landtagsabgeordneten aus der Gegend für einen entsprechenden Bahnbau plädiert hatten.
Foohs war vor Ort sehr beliebt; am 1. Dezember 1912 und somit ein Jahr nach Eröffnung der von Hinterweidenthal über Dahn nach Bundenthal-Rumbach verlaufenden, „Wieslauterbahn“ genannten Strecke, bekam er  die Ehrenbürgerwürde zugesprochen. Damit würdigte die Gemeinde seinen Einsatz für den Bau der Bahnstrecke. Er ist damit einer von insgesamt zwei Ehrenbürgern der Stadt Dahn. Noch am Tag der Überreichung der entsprechenden Urkunde spendete Foohs 100 Mark für die Armenkasse.